# Stethacanthidae
De Stethacanthidae zijn een familie van uitgestorven Holocephali. Er wordt geschat dat ze ongeveer tussen 380 en 300 miljoen jaar geleden hebben geleefd van het Laat-Carboon tot het Devoon. Leden van deze familie staan bekend om hun eigenaardige rugvin.

## Introductie
De taxonomische geschiedenis van de familie Stethacanthidae was nogal gecompliceerd omdat de vondsten van complete skeletten zeer ongebruikelijk zijn, en als gevolg daarvan waren vroege deskundigen als St. John & Worthen en Newberry niet in staat om de associatie van de ruggengraat, gebitstanden en huidtandjes van deze haaien te onderkennen. Het geslacht Stethacanthus werd benoemd door Newberry (1889) voor een reeks grote dunwandige, met kraakbeen gevulde stekels die men tegenkwam in rotsen van het Mississippien (Carboon) in het midden van de continentale Verenigde Staten. Ontleding van het interne kraakbeen en compressie tijdens het begraven resulteerde in vervorming van de stekels, waardoor Newberry ze verkeerd interpreteerde. Hij geloofde dat de stekels behoorden tot de borst- en buikvinnen van een nieuwe soort haai. De eerste geassocieerde skeletresten uit het Mississippien van Montana en het Devoon en Mississippien van Ohio werden pas een eeuw later beschreven. De familie Stethacanthidae werd benoemd door Richard Lund in 1974. Deze classificatie werd later bevestigd door andere auteurs (Zangerl, 1990). Verdere meldingen van materiaal toegeschreven aan Stethacanthus hebben zijn bereik uitgebreid tot het Mississippien van Oklahoma, het Vroeg-Tournaisien van Centraal-Rusland en het basale Namurien / Serpukhovien van Schotland.

## Beschrijving
Stethacanthus, waarvan weer Stethacantus altonensis de typesoort is, is het typegeslacht van de familie Stethacanthidae. Alle Stethacanthiden delen in feite bepaalde morfologische kenmerken met deze soort. Stethacanthiden zijn middelgrote cladodonte haai-achtige Holocephali met een kort rostrum, brede supraorbitale zone en korte otische zone. De tanden op de kaken zijn van het cladodonte type met vijf knobbels. De eerste rugvin draagt een grote, dunwandige samengedrukte rugstekel, vertoont geen versiering en is naar voren hol. Deze rugstekel is aangebracht over een lange basale plaat en articuleert aan de basis met de top van een hoge driehoekige vin. De tweede rugvin is geplaatst op een zeer kleine, voorste basale plaat die blijkbaar geen stekel heeft. Het gehele dorsale oppervlak van de kop en de eerste rugvin zijn bedekt met vergrote enkelvoudige geknobbelde tandjes. Secundair Seksuele dimorfie is aanwezig: alleen volwassen mannetjes dragen een eerste rugvin.

### Eerste rugvin en stekel
De eerste rugvin is een van de vreemdste kenmerken van deze vissen. De vin zelf is driehoekig en bestaat uit lange, dunne, verkalkte buizen die vanaf de top uitstralen. Het achterste dorsale oppervlak van de eerste rugvin is bedekt met een band van maximaal negen rijen vergrote huidtandjes. De rugstekel, bestaande uit trabeculair dentine, is ongeveer een rechthoekige driehoek in vorm, met de hypotenusa een holle curve aan de voorste bovenzijde. Het trabeculaire dentine bevat een groot aantal vezels in de dorsale helft van de stekel. Dit suggereert dat bij leven een groot deel van de stekel bedekt was met bindweefsel, waarschijnlijk in de eerste rugvin verankerd.

### Functie
Een haai met een structuur op zijn rug, zoals een stethacanthide, kan onmogelijk een snelle zwemmer zijn geweest. De eerste rugvin en stekel hadden tijdens snelle voortbeweging een aanzienlijke hoeveelheid weerstand kunnen produceren. Dit suggereert dat Stethacanthiden nogal trage bodembewoners kunnen zijn geweest. De kronen van de huidtandjes op de eerste rugvin wijzen naar voren en die op het hoofd naar achteren, maar het is onwaarschijnlijk dat deze werden gebruikt voor het bijten of scheuren van voedsel. Als het dier werd gestoord door een potentieel roofdier tijdens het rusten of eten in de buurt van de bodem, kan het de kop hebben geheven en de eerste rugvin en stekel naar voren hebben gekanteld, waardoor een getande open mond van een veel grotere vis wordt gesimuleerd, wat een effectief verdedigingsmechanisme zou kunnen zijn geweest. Echter, alleen mannen bezaten de gepantserde eerste rugvin en stekel, en dit suggereert dat de functie louter seksueel vertoon was.

### Tanden en denticula
De tanden zijn typisch cladodont van vorm. Ze zijn samengesteld uit vijf knobbels, waarvan de centrale de grootste is, de twee uiterste laterale kleiner zijn en de tussenliggende zeer klein. Knobbels zijn in dwarsdoorsnede afgerond, licht naar binnen gebogen en verticaal sterk gestreept. Gemodificeerde denticula bedekken het dorsale oppervlak van de kop en de bovenrand van de rugvin. Beide sets dentikels zijn glad, monocuspide en naar achteren gekromd. De tandjes op de kop zijn relatief uniform van grootte (ongeveer zo hoog als de centrale knobbels in de tanden) en afgerond in dwarsdoorsnede. De dentikels aan de rand van de rugvin hebben veelhoekige bases en zijn in een mozaïekpatroon in elkaar gepast. Bij het mannetje nemen de dentikels in hoogte toe en neemt de kromming af naar de middenlijn van de vin, zodat de centrale dentikels twee centimeter hoog worden.

### Bekkengordels enclaspers
Bekkengordels vallen in twee soorten. De eerste, waarvan men aanneemt dat het de basale toestand is, draagt vrijwel de gehele buikvin. De tweede bestaat uit een prominente metapterygiale plaat. De claspers ofwel myxopterygia bij het mannetje zijn gescheiden van het lichaam van de vin door ongeveer vier blokken verkalkt kraakbeen.

### Staartvin
De staartvin is heterocercaal, i.c.'met een grotere bovenste lob, maar benadert een functionele homocercale toestand met gelijke lobben.

## Omgeving
De meeste gevonden stethacanthiden zijn afkomstig uit de Bear Gulch-kalksteen van Montana. De Bear Gulch is een lagerstätte die uniek is in het behoud van vrijwel een hele kleine mariene baai van extreem korte duur in het Laat-Mississippien (Heathformatie, Paleozoïcum; 323 miljoen jaar geleden). Tijdens de afzetting bevond het zich op ongeveer twaalf graden noorderbreedte en maakte het deel uit van een uitgebreide sabcha-omgeving, onderworpen aan een moessonklimaat. De baai had een minimale toevoer van rivierwater en was geopend naar het oosten. Het is waarschijnlijk dat de diversiteit van de Bear Gulch-fauna representatief is voor de mariene fauna van het Laat-Mississippien, vanwege de toegankelijkheid voor migrerende vormen. De baai fungeerde waarschijnlijk als broed- en kraamkamer voor niet-endemische soorten. Het meest complete skelet die ooit van de groep gevonden is, werd onlangs gepubliceerd uit de Manse Burnformatie (Serpukhovien) in Bearsden bij Glasgow, Schotland. Evenals de Bear Gulch-kalksteen, geeft de lithologie van deze formatie aan dat deze werd afgezet onder wisselend zoutgehalte met seizoensgebonden periodiciteit.

## Taxonomische verwantschappen
De Kraakbeenvissen (Chondrichthyes) zijn een monofyletische groep verdeeld in twee zustertaxa: de Elasmobranchii en Holocephali, en de bestaande Chondrichthyes stammen af van Mesozoïsche vormen. Toch is de verwantschap hiervan met de Paleozoïsche vormen nog steeds slecht begrepen. Chondrichthyes worden onderscheiden op basis van twee unieke autapomorfe verzamelingen kenmerken: de ontwikkeling van een plaatvormige mineralisatie in het skelet en interne bevruchting door copulatie. Tijdens het Carboon straalden Chondrichthyes snel en expansief uit in alle beschikbare aquatische niches en enkele van de meest bizarre vormen ontstonden tijdens deze periode. Stethacanthiden worden ingedeeld in de divisie Paleoselachii, van de subklasse Elasmobranchii. Op een lager taxonomisch niveau is de classificatie van deze groep zeer controversieel. Er zijn twee hoofdhypothesen:
I. De families Symmoriidae, Stethacanthidae en Falcatidae zijn opgenomen in de orde Symmoriiformes en vormen een monofyletische groep.
II. Stethacanthiden zijn een zeer afgeleide groep Paleoselachiide haaien, gedefinieerd door een sterk gewijzigde eerste rugvin (alleen bij volwassen mannetjes) en een sterke seksuele dimorfie. Deze toestand wordt ook gezien bij symmoriiden en is uniek onder bekende elasmobranchiiden van alle tijdperken. Dus ofwel symmoriiden zijn de wijfjes van sommige stethacanthiden, of ze zijn afgeleid van deze groep.
De classificatie van symmoriiforme haaien (inclusief de families Stethacanthidae, Symmoriidae en Falcatidae) zal denkelijk een controverse blijven totdat andere complete exemplaren buiten de Bear Gulch-lens worden gevonden.